# Pablo Dabezies
Pablo Bernardo Dabezies Antía (6 de julio de 1940 - 28 de agosto de 2021), también conocido como Paul Dabezies, fue un sacerdote católico y teólogo uruguayo.

## Biografía
Nació en Montevideo y se crio en el barrio Prado, en el seno de una familia muy numerosa. Sus padres fueron Román Antonio Dabezies Massone y María Leonor Antía Errandonea.
Ingresó de adolescente en el seminario, en 1954; continuó sus estudios de teología en la Pontificia Universidad Gregoriana en Roma. Allí participó en el Concilio Vaticano II. En 1968 fue ordenado sacerdote por monseñor Carlos Parteli.
Con el tiempo vendrían también la Conferencia de Medellín y la de Puebla. En los difíciles años 60 y 70, Dabezies fue un decidido activista por los derechos humanos.
En el ámbito institucional de la Iglesia Católica del Uruguay, dirigió la Comisión de Ecumenismo y Diálogo Interreligioso. Entre otras actividades, participó en el Diálogo por la Vida, impulsado por la Iglesia Metodista en el Uruguay.
A nivel internacional, tuvo un papel destacado en el Movimiento Internacional de Intelectuales Católicos. También integró el Observatorio del Sur, en carácter de responsable del equipo de redacción.
Falleció de leucemia en agosto de 2021.

## Selección de obras
- Las religiones en el Uruguay: algunas aproximaciones. Montevideo: La Gotera. 2004. ISBN 978-9974-7815-8-0. (con Teresa Porzecanski, Gerardo Caetano y otros autores)
- No se amolden al tiempo presente: las relaciones Iglesia-sociedad en los documentos de la Conferencia Episcopal del Uruguay (1965-1985). Montevideo: OBSUR: Facultad de Teologia del Uruguay Mons. Mariano Soler. 2009.